# مامون سامی رشید العلوانی
مأمون سامی رشید العلوانی (انگلیسی: Maamoon Sami Rasheed al-Alwani؛ (زادهٔ ۱۹۵۷ – درگذشتهٔ ۱۴ آوریل ۲۰۲۱) سیاستمدار اهل عراق بود.